# Никифор II Фока
Ники́фор II Фока́ (ок. 912 — 10 или 11 декабря 969) — византийский военачальник, затем император (963—969). Сын полководца Варды Фоки Старшего.

## Биография

### Происхождение
Никифор родился в Каппадокии в 912 году, происходил из знатного византийского рода Фок, происходившего из Анатолии, из которого в IX—X веках вышло немало полководцев. Будущий император был сыном полководца Варды Фоки Старшего и внуком Никифора Фоки Старшего.

### Войны на Востоке
Отличившись удачными войнами на Востоке против арабов и нося звание главнокомандующего восточных войск, Никифор пользовался громадным авторитетом в войске и был весьма популярен в Византии. В 954 году стал доместиком схол. В 960 он был назначен главнокомандующим войсками, посланными на Крит, чтобы отбить его у арабов; в числе союзников или наёмников его упомянуты русы. С флотом из 3000 судов Никифор высадился на Крите близ Хандака. Критский эмир Абд ал-Азиз едва успел собрать небольшой отряд, который не мог оказать грекам серьёзного сопротивления. После восьмимесячной осады Хандак был взят приступом. Лев Диакон, рассказывавший о взятии Крита, говорил, что Никифор приказал отрезанные головы мёртвых насадить на копья у стен, и забрасывать камнемётами в город.
Обезопасив Крит укреплениями и поселив в нём армянских и греческих поселенцев, Никифор озаботился устройством церквей, причём пользовался услугами знаменитого подвижника Никона Метаноита. По возвращении в Константинополь Никифор дал грекам давно невиданное зрелище славного триумфа и поразил их громадными богатствами и множеством пленных, в числе которых был и сам эмир. Завоеванием Крита Византия обезопасила свои береговые владения от набегов сарацин. После этого Никифор, со званием доместика Востока, отправился в Азию, где одержал несколько побед над сирийскими арабами, 23 декабря 962 года взял Алеппо и обогатился громадной добычей.

### Воцарение
Получив известие, что император Роман II умер 15 марта 963 года, и что по случаю малолетства царевичей Василия и Константина регентшей провозглашена царица Феофано, Никифор вернулся в Константинополь. Есть известие, что царица Феофано тогда же обратила внимание на популярного генерала и желала приблизить его к престолу, но тогдашний всесильный патрикий, паракимомен Иосиф Вринга, принимал меры к устранению Никифора от дел. По настоянию константинопольского патриарха Полиевкта, Никифор был снова назначен главнокомандующим азиатских войск.
Когда он находился на Востоке, паракимомен Иосиф прислал письмо к военачальнику Иоанну Цимисхию, находившемуся под командой Никифора и состоявшему в близком с ним родстве. В этом письме Цимисхию давался совет арестовать и ослепить Никифора, прислать его в Константинополь и самому принять вместо него начальство. Цимисхий показал письмо Никифору и убедил его немедленно принять решительные меры. 2 июля 963 года, в лагере под Кесарией Каппадокийской, Никифор был провозглашён императором. Продвигаясь к столице, Иосиф Вринга начал действовать, он приказавал арестовать отца Никифора — Варду, но народ отстоял его. 9 августа Вринга велел прекратить выпечку хлеба, угрожая голодом столице. Вечером народ напал на части Фракийских фем и начался погром зданий сторонников Вринги. Неслабо активизировались грабители. Противник Вринги — Василий Ноф возглавил восставших и вооружил трёх тысяч своих слуг. Несколько дней на улицах шли жестокие бои. Никифор написал патриарху и Иосифу, чтобы они не противились признанию его царём; со своей стороны, он давал обещание не нарушать прав наследников престола, заботиться о них и дать им воспитание. 15 августа главные чины государства вышли навстречу Никифору, и он имел торжественный вход в Константинополь, приветствуемый всеми как царь. Иосиф Вринга был пострижен и сослан в пафлагонский монастырь. Вопрос о наследниках престола разрешён был тем, что Никифор женился на вдовствующей царице Феофано, и таким образом права старой династии не были нарушены.

### Внешняя политика

#### Продолжение восточных войн
Никифор и на престоле не переменил своего образа жизни: он предпочитал военный лагерь придворной роскоши и первые годы царствования провёл на Востоке, продолжая военные операции против сарацин. В это время взяты были у них Тарс, Адана, Аназарб и Мопсуестия и возвращен под власть империи Кипр. В 966 году император взял Мембидж и неделю простоял с войском у стен Антиохии, но штурмовать её не стал.  В 968 году Никифор разрушил большую часть крепостей Сирии и, после победы под Алеппо захватил Маарат ан-Нуман, Кафартаб, Шайзар, великую мечеть которого он превратил в пепел, затем Хаму и Хомс, которые были преданы огню и из которых он привез реликвию Святого Иоанна Крестителя. После разграбления долины Оронта василевс подошел к ливанскому побережью и взял Джабле, Телль-Арку, Тортосу и получил подчинение Лаодикии, но осадить Триполи ему не удалось. Поход увенчался успехом, и весной 969 года император вернулся в Константинополь со значительной добычей и несколькими десятками тысяч пленников. Он назначил своего племянника Петра Фоку и стратега Михаила Вурца ответственными за осаду Антиохии. После внезапного захвата Михаилом Вурцей 29 октября 969 года одних из ворот, город был окончательно взят 1 ноября войсками Петра Фоки, несмотря на то, что император приказал не брать Антиохию..

#### Южная Италия
Не меньшее значение имели при Никифоре отношения с Западной империей. Три большие нации — греки, сарацины и германцы — встретились на земле итальянского полуострова. Южные провинции полуострова были подвластны ломбардским герцогам и князьям Беневенто, могущество которых остановило завоевания Каролингов в Италии, а просветительские стремления создали здесь приют для мыслителей и книжных людей. Разделение Южной Италии и соперничество князей Беневенто, Салерно и Капуи привело к вмешательству в южно-итальянские дела арабов и утверждению их в Сицилии и Южной Италии. Каждый год из Палермо отправлялись в Италию свежие отряды, которыми пользовались в своих усобицах христианские князья. Тенденциям арабским противополагались греческие и германские. Несмотря на бездействие флота и на скупые средства, отпускаемые для войны с арабами, в X веке Южная Италия пришла в зависимость от Византии. Столицей греческой фемы был город Бари, откуда Византия всегда была готова приостановить успехи германского императора, если они угрожали её власти в Южной Италии.
Соперником Никифора в Италии оказался император Оттон I. Нанеся арабам сильные поражения на Востоке, отняв у них Крит, Никифор поставил своей задачей изгнать арабов из Сицилии и таким образом защитить свои итальянские владения. Для итальянской войны собраны были громадные средства, введена строгая экономия в государственных расходах и наложена подать на церковные имущества. Никифор снарядил два похода в Италию; на суше и в Мессинском проливе в 964 и 965 годах, хотя оба предприятия были неудачны, это не ослабило энергии императора. Предприятиям Никифора в Южной Италии был нанесён удар со стороны германского императора Оттона I; военные силы, назначенные против арабов, должны были быть обращены против германцев. В 967 году Никифор пожертвовал идеей возвращения Сицилии ради континентальной Италии: он заключил перемирие с арабами, чтобы развязать себе руки для войны с Оттоном I. Под влиянием советов епископа Кремоны Лиутпранда, уже бывшего в Константинополе, Оттон завел переговоры с Никифором, но они остались безрезультатными. В то время как Лиутпранд уверял византийского императора в дружбе и преданности Оттона, последний продолжал войну в Апулии и Калабрии, стремясь к тому, чего никак не могли допустить интересы Византии. Войско Оттона было разбито византийцами; его союзник, князь Капуи Пандульф I, попал в плен.
Лиутпрандом по итогам своего посольства было написано сочинение «Донесение о посольстве в Константинополь», содержащее подробное описание этой миссии, в том числе крайне нелестное описание внешности императора Никифора Фоки и его личных качеств.

#### Отношения с Болгарией и Русью

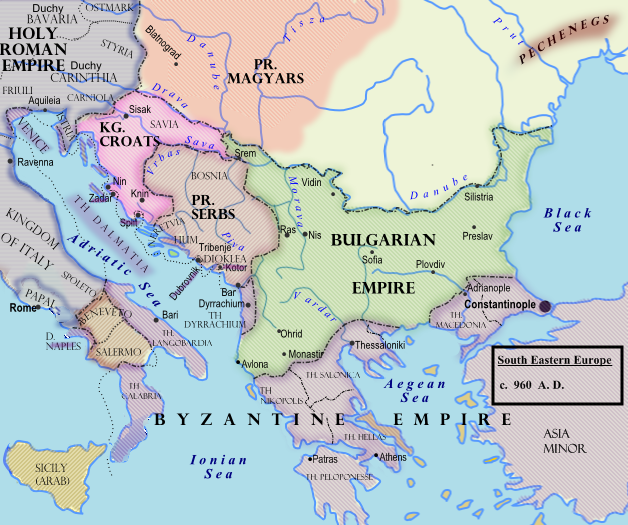
Центральная и Восточная Европа около 950 года.

В связи с итальянскими делами внимание Никифора сильно занимали отношения с Болгарией. Возможно, и вмешательство киевского князя Святослава в болгаро-византийские отношения объясняется южно-итальянскими делами.
Цари болгарские рядом побед над Византией вынудили у неё обязательство уплаты ежегодной дани. Никифор, отказав болгарам в дани, должен был приготовиться к войне с ними. Историк Лев Диакон, живший в это время, сообщает, что Никифор, разорвав сношения с Болгарией, отправил посла именем Калокира в Киев к князю Святославу с подарками и с предложением совершить нападение на Болгарию, чтобы отвлечь внимание болгар с юга на север. Князь Святослав поддержал планы Никифора и решился в 968 идти на Болгарию войной. Неожиданные его успехи возбудили, однако, опасения у Никифора. Едва ли не по подстрекательству греков печенеги напали в 969 на Киев, что принудило Святослава оставить на этот раз свои мечты о Болгарии.

### Внутренняя политика
Во внутренней политике, император придерживался экономии, все средства жертвовал армии, для ведения новых войн вводил новые налоги. Он урезал жалованье синклитиков и вообще всех служителей византийской церкви. В 964 году вышла новелла запрещающая основание новых монастырей и расширение имений старых. Из-за случившихся неурожаев, произошло подорожание хлеба в восемь раз. На фоне происходящего начали возникать анекдоты. Вот один из которых приводит в пример Скилица:
«Однажды император находился в поле, обучая войско, когда к нему подошел седовласый старик и попросил принять его в число стратиотов. Император сказал ему: «Ты же старик, как ты можешь требовать, чтобы тебя причислили к моим стратиотам?» Тот остроумно ответил: «Я сейчас стал значительно сильнее, чем когда был юношей!» И в ответ на вопрос императора: «Как это?» - он сказал: «А потому, что раньше купленный на номисму хлеб я носил, нагрузив ношу на двух ослов, а в твое царствование хлеб на две номисмы я, не ощущая тяжести, могу носить на плечах».
Император провёл денежную реформу введя в обращение гистаменон, сохранивший прежний вес, и тетартерон, облегчённый в десять раз. При этом в казну налоги должны были поступать в гистаменонах, а казна расплачивалась в тетартеронах.
Правлением императора была довольна лишь армия. Никифор произвёл повышение военных, многие крестьяне были повышены до ведомства логофета дрома, ранее приписанных к этому ведомству были повышены в моряки, бывших ранее моряками - в пешие стратиоты, пеших - в легкую конницу, а последних - в катафракты, существенно увеличив их земельные наделы. Катафракты и их слуги освобождались от налогов. Удовлетворялись требования стратиотов возврата земли, захваченных монастырями. Император отменил несколько новелл против динатов, пытаясь примириться со знатью.

### Оппозиция. Гибель
Никифор не происходил из царского рода и не имел по рождению прав на императорскую корону. Согласно Ибн аль-Асиру, он был потомком мусульманина из Тарса по имени Ибн-аль Фаса. Отмена роскоши и церемоний, бережливость в расходовании государственных средств не понравились многим, особенно высшим чинам гражданского и военного ведомства, не перестававшим смотреть на Никифора как на равного себе. Кроме того у Никифора были такие планы государственных реформ, которые не могли быть по душе землевладельческому сословию и духовенству. Из его законодательных актов видно, что он желал ослабить знать в пользу народа и лишить церковь многих привилегий. В то же время, из-за высоких налогов и махинаций родственников с продажей хлеба, простой народ также не очень уважал Фоку.
Видя это Никифор перестроил часть большого дворца, где он жил в неприступную крепость. Весной 969 года, император решил дать зрелище в виде учебного боя, но горожане испугавшись гвардейцев, уже обнажавших мечи, побежали к выходу, давя друг друга, они успокоились только после появления на кафисме ипподрома Никифора. Месяц спустя, в Никифора, идущего в церковь, полетели камни, император не показал возмущения, но после этого усилил свою стражу.
Подозрительный Никифор начал чистку в управлении, сперва сместив своего племянника Иоанна Цимисхия с должности доместика Востока на должность логофета дрома, а затем сослал его в Халкидон. Поползли слухи что Никифор хочет утвердить свою династию на престоле и оскопить сыновей Романа II.
Византийская аристократия, высшее духовенство и монашество не были на стороне Никифора. Императрица Феофано примкнула к лагерю недовольных. В ночь с 10 на 11 декабря 969 года Никифор был убит в собственном дворце племянником, Иоанном Цимисхием, который был тайно введён в царскую спальню с согласия Феофано. По свидетельству Льва Диакона:

«Иоанн схватил его за бороду и безжалостно терзал её, а заговорщики так яростно и бесчеловечно били его рукоятками мечей по щекам, что зубы расшатались и стали выпадать из челюстей. Когда они пресытились уже мучениями Никифора, Иоанн толкнул его ногой в грудь, взмахнул мечом и рассёк ему надвое череп. Он приказал и другим наносить удары [Никифору], и они безжалостно расправлялись с ним, а один ударил его акуфием в спину и пронзил до самой груди.»

После этого тело бывшего императора один день пролежало под открытым небом. Затем труп уложили в деревянный ящик и в полночь тайно отнесли в храм Святых апостолов. Там его поместили в одну из царских гробниц.

### Стратегика
Императору Никифору II приписывался военный трактат «Стратегика», сохранившийся в греческой рукописи XIV в. из собрания Синодальной библиотеки вместе с «Советами и рассказами Кекавмена» — памятником второй половины XI века.

## Характер и внешность
Лев Диакон писал что, император имел своеобразный характер, сочетание жестокости и суеверия и склонности к религиозным подвигам. Фока носил власяницу, спал на шкурах, воздерживался от мяса. Император никогда не предавался разврату. При этом он был очень сребролюбив. Он оставил такой портрет императора:
«Цвет лица [его] более приближался к темному, чем к светлому; волосы густые и черные; глаза черные, озабоченные размышлением, прятались под мохнатыми бровями; нос не тонкий и не толстый; борода правильной формы, с редкой сединой по бокам. Стан у него был округлый и плотный, грудь и плечи очень широкие, а мужеством и силой он напоминал прославленного Геракла. Разумом, целомудрием и способностью принимать безошибочные решения он превосходил всех людей, рожденных в его время». 
Лиутпранд, который не был ласково принят в Византии, заявлял об императоре что Никифор — человек скорый на руку, он предан военному делу и бежит от дворца, как от заразы... С ним трудно ладить, он не подарками привлекает в дружбу, а подчиняет себе страхом и железом». Василевс обладал большой физической силой, превосходно владел оружием и до самой смерти не гнушался воинскими упражнениями, сам обучал солдат. Лиутпранд оставил такой портрет императора:
«Совершенное чудовище, пигмей с тучной головой, с небольшими глазами, как у крота; он обезображен короткой, широкой, разросшейся полуседой бородой, его уродует тонкая, как палец, шея; весь он оброс густыми волосами, лицом он темный, как эфиоп, которого не захочешь встретить ночью! У него торчащий живот, сухие ягодицы, бедра применительно к его короткой фигуре очень долги, голени коротки... Одет Никифор в виссон, но очень бесцветный, от долгого ношения ветхий и вонючий, со стертыми украшениями. Речь у него бесстыдная, по уму он - лисица, по вероломству и лживости подобен Улиссу».

## В культуре
Никифор II Фока является одним из главных персонажей произведения Николая Полевого «Иоанн Цимисхий» (1838—1841).